# 인간의 사명
⟪인간의 사명⟫(Die Bestimmung des Menschen)은 독일의 철학자 피히테의 저서이다. 1798년에 피히테는 <신의 세계 통치에 속한 우리 신앙의 기초에 대하여>라는 논문으로, 도덕적 세계질서가 있다는 것은 확실한 일이며 이 질서 자체가 신이고 우리는 그 외에 신을 필요로 하지 않으며 또한 포착할 수도 없다고 말하였다. 그는 칸트주의자로 감성적(感性的)인 존재만을 현실 존재라고 생각하였으므로 이와 같은 의미에서의 실재성은 절대자에게 적용할 수 없다고 하였는데, 이것이 신의 실재를 부인한 것이 되어 이른바 무신론 논쟁이 일어났다. 피히테가 베를린에 정주한 후에 이 논쟁을 반성·정리한 것이 이 저서이다.
본서는 '회의(懷疑)', '지식', '신앙'의 3편으로 되어 있다. ⟪인간의 사명⟫은 '인간의 본질'을 묻는 것에서 시작되는데 인간의 실재론적 규정은 오성(悟性)을 만족시켜도 기필코 자유를 추구해 마지않는 우리의 마음을 충족시키는 것은 아니다. 자연의 체계를 취하느냐 또는 자유의 체계를 취하느냐 하는 양자택일의 결정에 망설일 때 우리는 '회의'에 빠진다. 이 '회의'에서 빠져나오기 위해서는 우리의 인식 능력의 본성을 알고 외적 사물의 인식이 우리 자신의 표상능력의 소산에 불과하다는 것을 알아야 하는데, 이 관념론적 입장을 끝까지 추구하게 되면 모든 실재를 부정하는 결과에 이른다. 관념론의 입장이 실재성을 얻기 위해서는 어떻게 하면 되는가. 피히테에게 있어서 가장 확실한 것은 "양심이 우리에게 도덕적 의무를 명한다"는 것이며, 따라서 의무의 객체(客體) 내지 영역이 실재적인 세계가 된다. 그러나 양심의 명령에 오직 복종하는 것만으로는 인간의 사명으로서 불충분하다. 왜냐하면 지상세계의 목적 달성은 인간의 자유의지와 관계 없이 필연적이기 때문이다. 더욱 바람직한 것은 의지가 지배하는 초지상적(超地上的) 세계에 소용되는 것이며, 그것은 도덕법칙에 의하여 요청되는 것이고 그 실재성이 확신되고 신앙되어야 한다. 이 '신앙'으로써 진정 인간의 사명은 다해진다고 하였다.

## 같이 보기
- 나비 효과